# ناتاشا بواس
ناتاشا بواس (بالإنجليزية: Natasha Boas)‏ هي أمينة متحف أمريكية، ولدت في 20 نوفمبر 1964 في نيو هيفن في الولايات المتحدة.